# Rivulus vittatus
Rivulus vittatus és un peix de la família dels rivúlids i de l'ordre dels ciprinodontiformes que es troba a Sud-amèrica: riu Paranà (Brasil).